# Boulangism
Boulangism var en politisk rörelse i Frankrike från 1888 till omkring 1893. Den bildades som en protest general Georges Boulangers avsättning och som ett uttryck för hans politiska strävanden bildades i april 1888 en organisation, som kallade sig den republikanska kommittén för nationens protest. Ledare av Georges Boulanger själv.
Boulangisterna ville vara Le parti national, krävde en genomgripande författningsrevision i form av presidentskapets avskaffande, enkammarsystem och referendum. Medlemmarna rekryterades från alla läger och var en i mångt och mycket ett missnöjesparti. Det stod på höjden av sin makt i januari 1889, då det enbart i Paris, erhöll omkring 250.000 röster, i valen hösten 1890 erhöll man omkring 1 miljon röster, och en nästan oavbruten tillbakagång följde. 15 maj 1890 avgick Boulanger som partichef varvid boulangisterna omorganiserades. Hösten 1893 erhöll partiet för sista gången ett tiotal platser i deputeradekammaren. Som politisk rörelse uppgick man därefter i andra nationellt inriktade partier. Bland framstående anhängare märks Paul Déroulède, Alfred Joseph Naquet, Charles-Ange Laisant, Georges Laguerre och Maurice Barrès.